# Philothamnus hoplogaster
Philothamnus hoplogaster är en ormart som beskrevs av Günther 1863. Philothamnus hoplogaster ingår i släktet Philothamnus och familjen snokar. Inga underarter finns listade i Catalogue of Life.
Denna orm förekommer i Afrika från centrala Kongo-Kinshasa och södra Kenya till centrala Angola, östra Botswana och östra Sydafrika. Arten lever i låglandet och i bergstrakter upp till 1800 meter över havet. Individerna vistas i skogar, i fuktiga savanner och i buskskogar. De håller till på marken och klättrar i träd. Honor lägger 3 till 8 ägg per tillfälle.
För beståndet är inga hot kända. Hela populationen anses vara stabil. IUCN listar arten som livskraftig (LC).